# Chiesa di Sant'Antonio Abate e Sant'Ambrogio Vescovo
La chiesa di Sant'Antonio Abate e Sant'Ambrogio Vescovo è la parrocchiale di Tornata, in provincia e diocesi di Cremona; fa parte della zona pastorale 5.

## Storia
Anticamente a Tornata esistevano due chiese, intitolate rispettivamente a Sant'Ambrogio e a Sant'Antonio; la prima era ubicata fuori dal centro abitato e per questo era scomoda per i fedeli, mentre la seconda, sorta come oratorio privato, fu eretta a parrocchiale nel 1675.
Nel 1602 il vescovo Cesare Speciano, compiendo la sua visita pastorale, trovò che la parrocchia tornatina, in cui avevano sede le società del Santissimo Rosario e del Santissimo Sacramento, faceva parte del vicariato di Rivarolo Fuori.
Se nel 1780 i fedeli erano 293 - come si legge nella Nota parrocchie Stato di Milano - nel 1786 risultavano saliti a 310, per poi scendere a 287 nel 1820.
La parrocchiale fu interessata da un intervento di rifacimento nel 1929, dopo che erano state rilevate numerose infiltrazioni d'umidità; nel 1935 la chiesa risultava inserita nel vicariato di Bozzolo, così come nel 1972, mentre poi nel 1975 entrò a fare parte della zona pastorale 12, per essere quindi aggregata prima alla numero 10 e in seguito alla 5.

## Descrizione

### Esterno
La facciata a capanna della chiesa, rivolta a nordovest, rivestita in mattoni a faccia vista e coronata da pinnacoli, è scandita da due grosse paraste laterali e presenta il portale maggiore strombato e lunettato, due finestre a tutto sesto e il rosone; sotto gli spioventi corre una file di archetti pensili.
Annesso alla parrocchiale è il campanile a base quadrata, la cui cella presenta su ogni lato una monofora, affiancata da lesene, ed è coperta dal tetto a quattro falde. 

### Interno
L'interno dell'edificio si compone di un'unica navata, sulla quale si affacciano quattro cappelle laterali e le cui pareti sono scandite da lesene sorreggenti la trabeazione, sopra la quale s'imposta la volta a botte ribassata; al termine dell'aula si sviluppa il presbiterio, chiuso dalla parete di fondo.
Qui sono conservate diverse opere di pregio, tra le quali la tela con soggetto il Battesimo di Gesù, donata da Ernesto Quarti Marchiò, la statua lignea del Sacro Cuore, risalente alla fine del XVIII secolo, l'affresco  con la Madonna col Bambino, realizzato nel XIII secolo, e la pala raffigurante la Madonna con Santi e Angeli, dipinta da Bernardino Dehò.